# Schmölau (Dähre)
Schmölau ist ein Ortsteil der Gemeinde Dähre im Altmarkkreis Salzwedel in Sachsen-Anhalt.

## Geographie
Das Sackgassendorf Schmölau liegt im nordwestlichen Teil der Altmark etwa 9 Kilometer westlich von Dähre und rund 30 Kilometer westlich der Kreisstadt Salzwedel. Die Landesgrenze zwischen Sachsen-Anhalt und Niedersachsen ist einen halben Kilometer entfernt.

## Geschichte

### Mittelalter bis Neuzeit
Im Jahre 1330 wurde Schmölau erstmals urkundlich als Zmoleue erwähnt, als Boldewin und Werner von Bodendyk das Dorf dem Kloster Diesdorf verkauften. 1341 hieß es, dass Heinrich von Boldensen, ein Geistlicher aus Diesdorf, in Smolene wohnt. Im Landbuch der Mark Brandenburg von 1375 wurde Smȯlowe als ein wüster Ort bezeichnet. Weitere Nennungen sind 1542 Smolow, 1608 Schmulow, 1687 Schmölow und 1804 Schömlau, Dorf mit Rademacher und Schmiede.
Durch seine Lage nahe der innerdeutschen Grenze befand sich das Dorf innerhalb der ab 1954 eingerichteten 5-km-Sperrzone und verfiel zunehmend. Im Zuge der Wende erhielten die rechtmäßigen Eigentümer ihre Liegenschaften nach 1990 zurück und im Jahre 2012 waren fast alle Häuser im Ort wieder bewohnt.
In Richtung Norden führte die Alte Zollstraße an der heutigen Landesgrenze entlang nach Flinten.

### Landwirtschaft
Bei der Bodenreform wurden 1945 ermittelt: zwei Besitzungen über 100 Hektar hatten zusammen 286 Hektar, 40 Besitzungen unter 100 Hektar hatten zusammen 619, eine Kirchenbesitzung hatte 1 Hektar Land, der Gemeinde gehörten 2 Hektar. Enteignet wurden im Jahre 1946 zusammen 419,5 Hektar und auf 73 Siedler aufgeteilt. Im Jahre 1948 gab es aus der Bodenreform aus der Besitzung Fricke mit 175 Hektar 43 Erwerber, davon waren 7 Neusiedler. Im Jahre 1953 entstand die erste Landwirtschaftliche Produktionsgenossenschaft vom Typ III, die LPG „Ernst Thälmann“, die 1959 mit der LPG „Freundschaft“ Holzhausen-Markau vereinigt wurde. 1959 entstand auch einw zweite LPG, Typ III „Rotes Banner“ Markau-Schmölau, die 1960 mit der LPG „Voran“ Wiewohl zur Groß-LPG zusammengeschlossen wurde. 1968 gab es eine zwischengenossenschaftllche Einrichtung der Waldwirtschaft (ZEW), die 1970 an ZEW Dähre angeschlossen wurde. 1986 gab es die Revierförsterei Schmölau im Staatliche Forstwirtschaftsbetrieb Salzwedel.

### Herkunft des Ortsnamens
Heinrich Sültmann leitet den Ortsnamen vom slawischen Wort „smüöla“ für „Harz, Teer“ ab und übersetzt den Namen zu „Harzreich“.

### Eingemeindungen
Schmölau gehörte ursprünglich zum Salzwedelischen Kreis der Mark Brandenburg in der Altmark. Von 1807 bis 1813 lag es im Kanton Diesdorf auf dem Territorium des napoleonischen Königreichs Westphalen. Nach weiteren Änderungen kam es 1816 in den Kreis Salzwedel, den späteren Landkreis Salzwedel im Regierungsbezirk Magdeburg in der Provinz Sachsen in Preußen.
Am 25. Juli 1952 kam die Gemeinde Schmölau zum Kreis Salzwedel. Am 1. Januar 1974 wurde die Gemeinde in die Gemeinde Holzhausen eingemeindet. Mit der Eingemeindung von Holzhausen in die Gemeinde Lagendorf am 1. Januar 1991 wurde der Ortsteil Schmölau ein Ortsteil von Lagendorf.
Der Gemeinderat Lagendorf beschloss am 8. Mai 2008 die Auflösung der Gemeinde und die Vereinigung mit den Gemeinden Bonese und Dähre zur neuen Gemeinde mit dem Namen Dähre. Dieser Vertrag trat am 1. Januar 2009 in Kraft.
So kam der Ortsteil Schmölau am 1. Januar 2009 zur Gemeinde Dähre.

### Einwohnerentwicklung
| Jahr | Einwohner |
| ---- | --------- |
| 1734 | 050       |
| 1772 | 090       |
| 1789 | 079       |
| 1798 | 104       |
| 1801 | 103       |
| 1818 | 082       |

| Jahr | Einwohner |
| ---- | --------- |
| 1840 | 157       |
| 1864 | 177       |
| 1871 | 191       |
| 1885 | 202       |
| 1892 | [00]216   |
| 1895 | 223       |

| Jahr | Einwohner |
| ---- | --------- |
| 1900 | [00]214   |
| 1905 | 238       |
| 1910 | [00]234   |
| 1925 | 245       |
| 1939 | 209       |
| 1946 | 291       |

| Jahr | Einwohner |
| ---- | --------- |
| 1964 | 162       |
| 1971 | 145       |
| 2015 | [00]062   |
| 2018 | [00]060   |
| 2020 | [00]060   |
| 2021 | [00]058   |

| Jahr | Einwohner |
| ---- | --------- |
| 2022 | [00]63    |
| 2023 | [0]63     |

Quelle, wenn nicht angegeben, bis 1971:

## Religion
Die evangelischen Christen in Schmölau gehörten ursprünglich zur Pfarrei Dähre und gehören seit 1912 zur Kirchengemeinde Lagendorf, die zur Pfarrei Lagendorf gehörte. Heute wird die Kirchengemeinde betreut vom Pfarrbereich Osterwohle-Dähre im Kirchenkreis Salzwedel im Bischofssprengel Magdeburg der Evangelischen Kirche in Mitteldeutschland.

## Kultur und Sehenswürdigkeiten
In Schmölau steht eine denkmalgeschützte Scheune.

## Wirtschaft und Infrastruktur
Dominierend ist die Landwirtschaft. Daneben gibt es wenige Kleingewerbe, wie das Café No. 3.

## Verkehr
Durch das Dorf führen die Landsstraße L 7 und der Radwanderweg „Am Grünen Band“. Das Grüne Band beginnt westlich des Dorfes.
Es verkehren Linienbusse und Rufbusse der Personenverkehrsgesellschaft Altmarkkreis Salzwedel.